# Lista di asteroidi (664001-665000)
Di seguito una lista di asteroidi dal numero 664001  al 665000 con data di scoperta e scopritore.

## 664001–664100
| Nome   | Designazione provvisoria | Data di scoperta  | Scopritore          |
| ------ | ------------------------ | ----------------- | ------------------- |
| 664001 | 2008 BP57                | 21 settembre 2017 | Pan-STARRS          |
| 664002 | 2008 BN59                | 23 aprile 2014    | CTIO-DECam          |
| 664003 | 2008 CV7                 | 2 febbraio 2008   | Mount Lemmon Survey |
| 664004 | 2008 CX20                | 7 febbraio 2008   | LINEAR              |
| 664005 | 2008 CP35                | 1 gennaio 2008    | Mount Lemmon Survey |
| 664006 | 2008 CW40                | 19 settembre 2006 | CSS                 |
| 664007 | 2008 CK52                | 30 gennaio 2008   | Mount Lemmon Survey |
| 664008 | 2008 CJ55                | 7 febbraio 2008   | Mount Lemmon Survey |
| 664009 | 2008 CK62                | 8 febbraio 2008   | Spacewatch          |
| 664010 | 2008 CW68                | 2 febbraio 2008   | W. Bickel           |
| 664011 | 2008 CC77                | 16 gennaio 2008   | Spacewatch          |
| 664012 | 2008 CC81                | 7 febbraio 2008   | Spacewatch          |
| 664013 | 2008 CY93                | 8 febbraio 2008   | Mount Lemmon Survey |
| 664014 | 2008 CY95                | 1 febbraio 2008   | Spacewatch          |
| 664015 | 2008 CY96                | 9 febbraio 2008   | Spacewatch          |
| 664016 | 2008 CK99                | 29 gennaio 1995   | Spacewatch          |
| 664017 | 2008 CQ104               | 9 febbraio 2008   | Mount Lemmon Survey |
| 664018 | 2008 CX104               | 9 febbraio 2008   | Mount Lemmon Survey |
| 664019 | 2008 CE106               | 9 febbraio 2008   | Mount Lemmon Survey |
| 664020 | 2008 CB109               | 11 novembre 2006  | Spacewatch          |
| 664021 | 2008 CG113               | 10 febbraio 2008  | Spacewatch          |
| 664022 | 2008 CE114               | 10 febbraio 2008  | Spacewatch          |
| 664023 | 2008 CD115               | 10 febbraio 2008  | Spacewatch          |
| 664024 | 2008 CQ115               | 10 febbraio 2008  | Mount Lemmon Survey |
| 664025 | 2008 CA123               | 7 febbraio 2008   | Mount Lemmon Survey |
| 664026 | 2008 CH123               | 7 febbraio 2008   | Mount Lemmon Survey |
| 664027 | 2008 CX128               | 8 febbraio 2008   | Spacewatch          |
| 664028 | 2008 CC129               | 8 febbraio 2008   | Spacewatch          |
| 664029 | 2008 CQ132               | 8 febbraio 2008   | Spacewatch          |
| 664030 | 2008 CO133               | 8 febbraio 2008   | Spacewatch          |
| 664031 | 2008 CM134               | 8 febbraio 2008   | Mount Lemmon Survey |
| 664032 | 2008 CT136               | 17 dicembre 2003  | Spacewatch          |
| 664033 | 2008 CL145               | 9 febbraio 2008   | Spacewatch          |
| 664034 | 2008 CM146               | 9 febbraio 2008   | Spacewatch          |
| 664035 | 2008 CD148               | 1 ottobre 2005    | CSS                 |
| 664036 | 2008 CH148               | 9 febbraio 2008   | CSS                 |
| 664037 | 2008 CD151               | 9 febbraio 2008   | Spacewatch          |
| 664038 | 2008 CR151               | 9 febbraio 2008   | Spacewatch          |
| 664039 | 2008 CC152               | 29 agosto 2006    | Spacewatch          |
| 664040 | 2008 CK155               | 9 febbraio 2008   | Mount Lemmon Survey |
| 664041 | 2008 CC164               | 10 febbraio 2008  | Mount Lemmon Survey |
| 664042 | 2008 CD170               | 2 febbraio 2008   | Spacewatch          |
| 664043 | 2008 CF171               | 12 febbraio 2008  | Mount Lemmon Survey |
| 664044 | 2008 CC173               | 13 febbraio 2008  | Spacewatch          |
| 664045 | 2008 CO174               | 13 febbraio 2008  | Mount Lemmon Survey |
| 664046 | 2008 CA175               | 13 febbraio 2008  | Spacewatch          |
| 664047 | 2008 CH184               | 9 febbraio 2008   | Spacewatch          |
| 664048 | 2008 CC189               | 15 dicembre 2006  | Mount Lemmon Survey |
| 664049 | 2008 CF190               | 3 febbraio 2008   | CSS                 |
| 664050 | 2008 CN211               | 18 dicembre 2007  | Mount Lemmon Survey |
| 664051 | 2008 CQ214               | 12 febbraio 2008  | Mount Lemmon Survey |
| 664052 | 2008 CE217               | 2 febbraio 2008   | Spacewatch          |
| 664053 | 2008 CT218               | 13 aprile 2004    | CSS                 |
| 664054 | 2008 CG222               | 10 febbraio 2008  | Mount Lemmon Survey |
| 664055 | 2008 CR223               | 24 agosto 2009    | S. Matičič          |
| 664056 | 2008 CA224               | 12 febbraio 2008  | Spacewatch          |
| 664057 | 2008 CJ224               | 5 settembre 2016  | Mount Lemmon Survey |
| 664058 | 2008 CM224               | 1 ottobre 2006    | Spacewatch          |
| 664059 | 2008 CX224               | 10 dicembre 2012  | Pan-STARRS          |
| 664060 | 2008 CA225               | 10 febbraio 2008  | CSS                 |
| 664061 | 2008 CW226               | 7 febbraio 2008   | Mount Lemmon Survey |
| 664062 | 2008 CC228               | 7 febbraio 2008   | Mount Lemmon Survey |
| 664063 | 2008 CS228               | 3 febbraio 2008   | Mount Lemmon Survey |
| 664064 | 2008 CX228               | 9 febbraio 2008   | Mount Lemmon Survey |
| 664065 | 2008 CM232               | 3 novembre 2010   | Mount Lemmon Survey |
| 664066 | 2008 CO233               | 24 ottobre 2011   | Pan-STARRS          |
| 664067 | 2008 CR233               | 13 febbraio 2008  | Spacewatch          |
| 664068 | 2008 CD236               | 26 gennaio 2012   | Spacewatch          |
| 664069 | 2008 CG238               | 9 febbraio 2008   | Mount Lemmon Survey |
| 664070 | 2008 CL238               | 13 febbraio 2008  | Spacewatch          |
| 664071 | 2008 CR238               | 8 febbraio 2008   | Spacewatch          |
| 664072 | 2008 CJ239               | 7 febbraio 2008   | Spacewatch          |
| 664073 | 2008 CJ240               | 13 febbraio 2008  | Mount Lemmon Survey |
| 664074 | 2008 CH244               | 10 febbraio 2008  | Spacewatch          |
| 664075 | 2008 CO245               | 7 febbraio 2008   | Spacewatch          |
| 664076 | 2008 CC246               | 2 febbraio 2008   | Spacewatch          |
| 664077 | 2008 CH250               | 9 febbraio 2008   | Mount Lemmon Survey |
| 664078 | 2008 DL5                 | 28 febbraio 2008  | CSS                 |
| 664079 | 2008 DL14                | 9 febbraio 2008   | Spacewatch          |
| 664080 | 2008 DN14                | 3 febbraio 2008   | Spacewatch          |
| 664081 | 2008 DR26                | 28 febbraio 2008  | Mount Lemmon Survey |
| 664082 | 2008 DM35                | 27 febbraio 2008  | Spacewatch          |
| 664083 | 2008 DZ41                | 10 marzo 2003     | Spacewatch          |
| 664084 | 2008 DN42                | 10 gennaio 2008   | Spacewatch          |
| 664085 | 2008 DK43                | 13 febbraio 2008  | Spacewatch          |
| 664086 | 2008 DD45                | 10 febbraio 2008  | Spacewatch          |
| 664087 | 2008 DF46                | 28 febbraio 2008  | Mount Lemmon Survey |
| 664088 | 2008 DZ50                | 17 dicembre 2007  | Mount Lemmon Survey |
| 664089 | 2008 DM51                | 29 febbraio 2008  | Mount Lemmon Survey |
| 664090 | 2008 DZ53                | 29 febbraio 2008  | Mount Lemmon Survey |
| 664091 | 2008 DL60                | 8 febbraio 2008   | Spacewatch          |
| 664092 | 2008 DS61                | 18 gennaio 2004   | Spacewatch          |
| 664093 | 2008 DX62                | 28 febbraio 2008  | Mount Lemmon Survey |
| 664094 | 2008 DZ63                | 13 febbraio 2008  | Spacewatch          |
| 664095 | 2008 DF67                | 29 febbraio 2008  | Spacewatch          |
| 664096 | 2008 DX70                | 18 novembre 2007  | Spacewatch          |
| 664097 | 2008 DV72                | 11 febbraio 2008  | Spacewatch          |
| 664098 | 2008 DM75                | 28 febbraio 2008  | Mount Lemmon Survey |
| 664099 | 2008 DE86                | 28 febbraio 2008  | Mount Lemmon Survey |
| 664100 | 2008 DM90                | 24 febbraio 2008  | Mount Lemmon Survey |

## 664101–664200
| Nome         | Designazione provvisoria | Data di scoperta  | Scopritore              |
| ------------ | ------------------------ | ----------------- | ----------------------- |
| 664101       | 2008 DJ93                | 24 febbraio 2008  | Mount Lemmon Survey     |
| 664102       | 2008 DR93                | 28 febbraio 2008  | Mount Lemmon Survey     |
| 664103       | 2008 DH94                | 10 gennaio 2013   | Pan-STARRS              |
| 664104       | 2008 DM96                | 24 febbraio 2008  | Mount Lemmon Survey     |
| 664105       | 2008 DJ98                | 28 febbraio 2008  | Mount Lemmon Survey     |
| 664106       | 2008 EV2                 | 29 dicembre 2003  | Spacewatch              |
| 664107       | 2008 EC4                 | 1 marzo 2008      | Mount Lemmon Survey     |
| 664108       | 2008 EQ4                 | 2 marzo 2008      | Mount Lemmon Survey     |
| 664109       | 2008 EP8                 | 1 gennaio 2008    | Mount Lemmon Survey     |
| 664110       | 2008 EF10                | 3 febbraio 2008   | Spacewatch              |
| 664111       | 2008 ER17                | 1 marzo 2008      | Spacewatch              |
| 664112       | 2008 EO18                | 10 marzo 2003     | Spacewatch              |
| 664113       | 2008 EZ25                | 10 gennaio 2008   | Mount Lemmon Survey     |
| 664114       | 2008 EX27                | 4 marzo 2008      | Mount Lemmon Survey     |
| 664115       | 2008 EZ29                | 7 febbraio 2008   | Spacewatch              |
| 664116       | 2008 EB30                | 24 dicembre 2006  | Mount Lemmon Survey     |
| 664117       | 2008 EW42                | 4 marzo 2008      | Mount Lemmon Survey     |
| 664118       | 2008 EG44                | 5 marzo 2008      | Spacewatch              |
| 664119       | 2008 EY48                | 10 febbraio 2008  | CSS                     |
| 664120       | 2008 EQ53                | 6 marzo 2008      | Spacewatch              |
| 664121       | 2008 EK57                | 11 gennaio 2008   | Mount Lemmon Survey     |
| 664122       | 2008 EO67                | 30 settembre 2005 | Spacewatch              |
| 664123       | 2008 EU70                | 5 marzo 2008      | Mount Lemmon Survey     |
| 664124       | 2008 EW76                | 7 marzo 2008      | Spacewatch              |
| 664125       | 2008 EH98                | 1 marzo 2008      | CSS                     |
| 664126       | 2008 EN102               | 5 marzo 2008      | Mount Lemmon Survey     |
| 664127       | 2008 EX106               | 6 marzo 2008      | Mount Lemmon Survey     |
| 664128       | 2008 EU115               | 8 marzo 2008      | Mount Lemmon Survey     |
| 664129       | 2008 EZ126               | 10 marzo 2008     | Spacewatch              |
| 664130       | 2008 EM131               | 11 marzo 2008     | Spacewatch              |
| 664131       | 2008 ES135               | 11 marzo 2008     | Spacewatch              |
| 664132       | 2008 EV135               | 11 marzo 2008     | Spacewatch              |
| 664133       | 2008 EJ138               | 17 giugno 2005    | Mount Lemmon Survey     |
| 664134       | 2008 EG141               | 12 marzo 2008     | Spacewatch              |
| 664135       | 2008 EJ141               | 12 marzo 2008     | CSS                     |
| 664136 Tercu | 2008 EM144               | 11 marzo 2008     | O. Vaduvescu, M. Birlan |
| 664137       | 2008 EE157               | 28 marzo 2008     | Mount Lemmon Survey     |
| 664138       | 2008 ER163               | 12 marzo 2008     | Mount Lemmon Survey     |
| 664139       | 2008 EQ171               | 1 marzo 2008      | Spacewatch              |
| 664140       | 2008 EQ172               | 25 ottobre 2011   | Pan-STARRS              |
| 664141       | 2008 EZ172               | 30 aprile 2014    | Pan-STARRS              |
| 664142       | 2008 EG173               | 13 marzo 2008     | Spacewatch              |
| 664143       | 2008 EU173               | 5 febbraio 2013   | Spacewatch              |
| 664144       | 2008 EK174               | 8 gennaio 2016    | Pan-STARRS              |
| 664145       | 2008 EG176               | 2 marzo 2008      | Mount Lemmon Survey     |
| 664146       | 2008 EP176               | 26 settembre 2011 | Pan-STARRS              |
| 664147       | 2008 EU179               | 15 maggio 2015    | Pan-STARRS              |
| 664148       | 2008 EW179               | 23 dicembre 2012  | Pan-STARRS              |
| 664149       | 2008 EW180               | 12 gennaio 2008   | Spacewatch              |
| 664150       | 2008 EV181               | 12 marzo 2008     | Spacewatch              |
| 664151       | 2008 EL182               | 7 febbraio 2013   | Spacewatch              |
| 664152       | 2008 EO182               | 29 luglio 2014    | Pan-STARRS              |
| 664153       | 2008 EL185               | 11 marzo 2008     | Spacewatch              |
| 664154       | 2008 EX185               | 10 settembre 2010 | Spacewatch              |
| 664155       | 2008 EF187               | 16 marzo 2012     | Mount Lemmon Survey     |
| 664156       | 2008 EU188               | 28 febbraio 2008  | Mount Lemmon Survey     |
| 664157       | 2008 EW188               | 4 marzo 2008      | Spacewatch              |
| 664158       | 2008 EE190               | 12 marzo 2008     | Spacewatch              |
| 664159       | 2008 EX190               | 14 marzo 2008     | A. Draginda             |
| 664160       | 2008 EV191               | 11 marzo 2008     | CSS                     |
| 664161       | 2008 EH193               | 6 marzo 2008      | Mount Lemmon Survey     |
| 664162       | 2008 EP193               | 13 marzo 2008     | Spacewatch              |
| 664163       | 2008 EQ194               | 1 marzo 2008      | Spacewatch              |
| 664164       | 2008 EO196               | 15 marzo 2008     | Spacewatch              |
| 664165       | 2008 FR                  | 20 marzo 2001     | Spacewatch              |
| 664166       | 2008 FY3                 | 25 marzo 2008     | Spacewatch              |
| 664167       | 2008 FS5                 | 6 marzo 2008      | Mount Lemmon Survey     |
| 664168       | 2008 FW7                 | 20 settembre 1995 | Spacewatch              |
| 664169       | 2008 FZ8                 | 26 febbraio 2008  | Mount Lemmon Survey     |
| 664170       | 2008 FD9                 | 26 febbraio 2008  | Mount Lemmon Survey     |
| 664171       | 2008 FZ11                | 8 febbraio 2008   | Spacewatch              |
| 664172       | 2008 FZ17                | 8 marzo 2008      | Mount Lemmon Survey     |
| 664173       | 2008 FX18                | 27 marzo 2008     | Mount Lemmon Survey     |
| 664174       | 2008 FZ19                | 27 marzo 2008     | Mount Lemmon Survey     |
| 664175       | 2008 FS22                | 27 marzo 2008     | Spacewatch              |
| 664176       | 2008 FU23                | 5 marzo 2008      | Mount Lemmon Survey     |
| 664177       | 2008 FK35                | 8 marzo 2008      | Mount Lemmon Survey     |
| 664178       | 2008 FF37                | 10 febbraio 2008  | Mount Lemmon Survey     |
| 664179       | 2008 FU40                | 28 marzo 2008     | Spacewatch              |
| 664180       | 2008 FW43                | 28 marzo 2008     | Mount Lemmon Survey     |
| 664181       | 2008 FF44                | 28 marzo 2008     | Mount Lemmon Survey     |
| 664182       | 2008 FT48                | 1 marzo 2008      | Spacewatch              |
| 664183       | 2008 FV56                | 28 marzo 2008     | Mount Lemmon Survey     |
| 664184       | 2008 FV57                | 28 marzo 2008     | Mount Lemmon Survey     |
| 664185       | 2008 FD65                | 11 aprile 2003    | Spacewatch              |
| 664186       | 2008 FJ66                | 28 marzo 2008     | Spacewatch              |
| 664187       | 2008 FB69                | 28 marzo 2008     | Mount Lemmon Survey     |
| 664188       | 2008 FY72                | 30 marzo 2008     | Spacewatch              |
| 664189       | 2008 FN74                | 31 marzo 2008     | Mount Lemmon Survey     |
| 664190       | 2008 FK78                | 27 marzo 2008     | Mount Lemmon Survey     |
| 664191       | 2008 FM84                | 29 febbraio 2008  | Spacewatch              |
| 664192       | 2008 FD85                | 28 marzo 2008     | Mount Lemmon Survey     |
| 664193       | 2008 FP85                | 28 marzo 2008     | Mount Lemmon Survey     |
| 664194       | 2008 FZ91                | 29 marzo 2008     | Mount Lemmon Survey     |
| 664195       | 2008 FH97                | 13 marzo 2008     | Spacewatch              |
| 664196       | 2008 FG98                | 3 giugno 2003     | Spacewatch              |
| 664197       | 2008 FP99                | 30 marzo 2008     | Spacewatch              |
| 664198       | 2008 FE108               | 31 marzo 2008     | Mount Lemmon Survey     |
| 664199       | 2008 FB110               | 31 marzo 2008     | Mount Lemmon Survey     |
| 664200       | 2008 FE110               | 31 marzo 2008     | Mount Lemmon Survey     |

## 664201–664300
| Nome   | Designazione provvisoria | Data di scoperta  | Scopritore          |
| ------ | ------------------------ | ----------------- | ------------------- |
| 664201 | 2008 FA115               | 31 marzo 2008     | Mount Lemmon Survey |
| 664202 | 2008 FU115               | 31 marzo 2008     | Mount Lemmon Survey |
| 664203 | 2008 FM119               | 31 marzo 2008     | Mount Lemmon Survey |
| 664204 | 2008 FG120               | 31 marzo 2008     | Mount Lemmon Survey |
| 664205 | 2008 FU132               | 29 marzo 2008     | Spacewatch          |
| 664206 | 2008 FY138               | 29 marzo 2008     | Mount Lemmon Survey |
| 664207 | 2008 FL139               | 8 dicembre 2010   | Mount Lemmon Survey |
| 664208 | 2008 FE140               | 13 dicembre 2015  | Pan-STARRS          |
| 664209 | 2008 FG140               | 6 marzo 2016      | Pan-STARRS          |
| 664210 | 2008 FH140               | 14 marzo 2012     | Mount Lemmon Survey |
| 664211 | 2008 FK140               | 8 agosto 2013     | Spacewatch          |
| 664212 | 2008 FR140               | 30 marzo 2008     | Spacewatch          |
| 664213 | 2008 FV140               | 22 settembre 2017 | Pan-STARRS          |
| 664214 | 2008 FH142               | 20 dicembre 2017  | Mount Lemmon Survey |
| 664215 | 2008 FR142               | 15 giugno 2015    | Mount Lemmon Survey |
| 664216 | 2008 FZ143               | 27 novembre 2014  | Pan-STARRS          |
| 664217 | 2008 FB144               | 21 agosto 2015    | Pan-STARRS          |
| 664218 | 2008 FV144               | 30 marzo 2008     | Spacewatch          |
| 664219 | 2008 FK145               | 29 marzo 2008     | Spacewatch          |
| 664220 | 2008 GV3                 | 7 aprile 2008     | CSS                 |
| 664221 | 2008 GU11                | 1 aprile 2008     | Spacewatch          |
| 664222 | 2008 GB14                | 30 luglio 2005    | NEAT                |
| 664223 | 2008 GU18                | 26 marzo 2004     | Spacewatch          |
| 664224 | 2008 GW19                | 4 aprile 2008     | Mount Lemmon Survey |
| 664225 | 2008 GH21                | 29 marzo 2008     | Spacewatch          |
| 664226 | 2008 GW21                | 14 marzo 2008     | CSS                 |
| 664227 | 2008 GN25                | 12 ottobre 2005   | Spacewatch          |
| 664228 | 2008 GY25                | 1 aprile 2008     | Mount Lemmon Survey |
| 664229 | 2008 GF29                | 13 marzo 2008     | Spacewatch          |
| 664230 | 2008 GF30                | 7 ottobre 2005    | Mount Lemmon Survey |
| 664231 | 2008 GQ33                | 15 marzo 2008     | Mount Lemmon Survey |
| 664232 | 2008 GT35                | 3 aprile 2008     | Mount Lemmon Survey |
| 664233 | 2008 GD37                | 3 aprile 2008     | Mount Lemmon Survey |
| 664234 | 2008 GN41                | 31 marzo 2008     | Spacewatch          |
| 664235 | 2008 GC42                | 5 marzo 2008      | Mount Lemmon Survey |
| 664236 | 2008 GO43                | 7 ottobre 2005    | Mount Lemmon Survey |
| 664237 | 2008 GT47                | 26 novembre 2005  | Spacewatch          |
| 664238 | 2008 GS53                | 5 aprile 2008     | Mount Lemmon Survey |
| 664239 | 2008 GY53                | 28 marzo 2008     | Mount Lemmon Survey |
| 664240 | 2008 GA54                | 5 aprile 2008     | Mount Lemmon Survey |
| 664241 | 2008 GC56                | 5 aprile 2008     | Mount Lemmon Survey |
| 664242 | 2008 GO57                | 10 marzo 2008     | Spacewatch          |
| 664243 | 2008 GR57                | 19 settembre 2001 | Spacewatch          |
| 664244 | 2008 GW57                | 5 aprile 2008     | Mount Lemmon Survey |
| 664245 | 2008 GZ60                | 5 aprile 2008     | Mount Lemmon Survey |
| 664246 | 2008 GB66                | 6 aprile 2008     | Mount Lemmon Survey |
| 664247 | 2008 GZ67                | 6 aprile 2008     | Mount Lemmon Survey |
| 664248 | 2008 GC71                | 10 marzo 2008     | Mount Lemmon Survey |
| 664249 | 2008 GG71                | 7 aprile 2008     | Mount Lemmon Survey |
| 664250 | 2008 GJ78                | 17 giugno 2004    | SSS                 |
| 664251 | 2008 GD82                | 22 ottobre 2005   | Spacewatch          |
| 664252 | 2008 GQ85                | 7 marzo 2008      | Spacewatch          |
| 664253 | 2008 GX91                | 28 marzo 2008     | Mount Lemmon Survey |
| 664254 | 2008 GX103               | 28 marzo 2008     | Spacewatch          |
| 664255 | 2008 GW115               | 11 aprile 2008    | CSS                 |
| 664256 | 2008 GR117               | 30 marzo 2008     | Spacewatch          |
| 664257 | 2008 GM121               | 31 marzo 2008     | Spacewatch          |
| 664258 | 2008 GL124               | 14 aprile 2008    | Mount Lemmon Survey |
| 664259 | 2008 GQ125               | 14 aprile 2008    | Mount Lemmon Survey |
| 664260 | 2008 GU125               | 14 aprile 2008    | Mount Lemmon Survey |
| 664261 | 2008 GH126               | 30 marzo 2008     | Spacewatch          |
| 664262 | 2008 GR127               | 14 aprile 2008    | Mount Lemmon Survey |
| 664263 | 2008 GK136               | 1 aprile 2008     | Spacewatch          |
| 664264 | 2008 GS136               | 6 aprile 2008     | Mount Lemmon Survey |
| 664265 | 2008 GL137               | 6 aprile 2008     | Spacewatch          |
| 664266 | 2008 GO137               | 6 aprile 2008     | Spacewatch          |
| 664267 | 2008 GO138               | 11 marzo 2008     | Mount Lemmon Survey |
| 664268 | 2008 GC139               | 1 aprile 2008     | Mount Lemmon Survey |
| 664269 | 2008 GP139               | 5 aprile 2008     | Spacewatch          |
| 664270 | 2008 GB141               | 1 aprile 2008     | Spacewatch          |
| 664271 | 2008 GN147               | 31 marzo 2008     | Spacewatch          |
| 664272 | 2008 GO148               | 14 marzo 2013     | Spacewatch          |
| 664273 | 2008 GL149               | 30 luglio 2005    | NEAT                |
| 664274 | 2008 GX149               | 17 novembre 2011  | Spacewatch          |
| 664275 | 2008 GA150               | 3 aprile 2008     | Mount Lemmon Survey |
| 664276 | 2008 GJ150               | 4 aprile 2008     | Spacewatch          |
| 664277 | 2008 GQ150               | 27 agosto 2009    | CSS                 |
| 664278 | 2008 GR150               | 1 aprile 2008     | Mount Lemmon Survey |
| 664279 | 2008 GY150               | 15 aprile 2008    | Mount Lemmon Survey |
| 664280 | 2008 GR151               | 21 novembre 2014  | Pan-STARRS          |
| 664281 | 2008 GU151               | 10 marzo 2016     | Pan-STARRS          |
| 664282 | 2008 GX151               | 6 aprile 2008     | Spacewatch          |
| 664283 | 2008 GS152               | 12 ottobre 2009   | Mount Lemmon Survey |
| 664284 | 2008 GL153               | 17 settembre 2009 | Spacewatch          |
| 664285 | 2008 GU157               | 12 aprile 2008    | Spacewatch          |
| 664286 | 2008 GM158               | 8 maggio 2014     | Pan-STARRS          |
| 664287 | 2008 GO159               | 14 aprile 2008    | Spacewatch          |
| 664288 | 2008 GW159               | 4 aprile 2008     | CSS                 |
| 664289 | 2008 GS160               | 3 aprile 2008     | CSS                 |
| 664290 | 2008 GW160               | 7 aprile 2008     | Spacewatch          |
| 664291 | 2008 GE161               | 20 gennaio 2018   | Mount Lemmon Survey |
| 664292 | 2008 GM161               | 6 marzo 2008      | Mount Lemmon Survey |
| 664293 | 2008 GS162               | 10 maggio 2014    | Pan-STARRS          |
| 664294 | 2008 GR163               | 25 luglio 2015    | Pan-STARRS          |
| 664295 | 2008 GT163               | 8 aprile 2008     | Spacewatch          |
| 664296 | 2008 GC165               | 7 aprile 2008     | CSS                 |
| 664297 | 2008 GE165               | 5 aprile 2008     | CSS                 |
| 664298 | 2008 GQ165               | 6 aprile 2008     | Mount Lemmon Survey |
| 664299 | 2008 GL166               | 2 ottobre 2014    | Pan-STARRS          |
| 664300 | 2008 GB168               | 7 aprile 2008     | Mount Lemmon Survey |

## 664301–664400
| Nome   | Designazione provvisoria | Data di scoperta  | Scopritore          |
| ------ | ------------------------ | ----------------- | ------------------- |
| 664301 | 2008 GM172               | 5 aprile 2008     | Mount Lemmon Survey |
| 664302 | 2008 GT172               | 14 aprile 2008    | Mount Lemmon Survey |
| 664303 | 2008 GW174               | 14 aprile 2008    | Mount Lemmon Survey |
| 664304 | 2008 GU175               | 11 aprile 2008    | Mount Lemmon Survey |
| 664305 | 2008 GA176               | 14 aprile 2008    | Mount Lemmon Survey |
| 664306 | 2008 GN177               | 14 aprile 2008    | Mount Lemmon Survey |
| 664307 | 2008 GB178               | 6 aprile 2008     | Spacewatch          |
| 664308 | 2008 HX2                 | 17 marzo 2001     | Spacewatch          |
| 664309 | 2008 HC7                 | 13 marzo 2008     | Spacewatch          |
| 664310 | 2008 HH8                 | 31 marzo 2008     | Mount Lemmon Survey |
| 664311 | 2008 HF16                | 4 dicembre 2005   | Spacewatch          |
| 664312 | 2008 HH20                | 26 aprile 2008    | Mount Lemmon Survey |
| 664313 | 2008 HG23                | 24 aprile 2008    | Mount Lemmon Survey |
| 664314 | 2008 HA24                | 27 aprile 2008    | Spacewatch          |
| 664315 | 2008 HQ26                | 27 aprile 2008    | Mount Lemmon Survey |
| 664316 | 2008 HR26                | 6 aprile 2008     | Spacewatch          |
| 664317 | 2008 HV26                | 13 aprile 2008    | Spacewatch          |
| 664318 | 2008 HX28                | 6 aprile 2008     | Mount Lemmon Survey |
| 664319 | 2008 HT29                | 11 aprile 2008    | Mount Lemmon Survey |
| 664320 | 2008 HW31                | 29 marzo 2008     | Spacewatch          |
| 664321 | 2008 HJ32                | 5 gennaio 2006    | Mount Lemmon Survey |
| 664322 | 2008 HT37                | 13 settembre 2005 | Spacewatch          |
| 664323 | 2008 HU38                | 13 aprile 2008    | Spacewatch          |
| 664324 | 2008 HM42                | 11 aprile 2008    | Mount Lemmon Survey |
| 664325 | 2008 HP43                | 27 aprile 2008    | Mount Lemmon Survey |
| 664326 | 2008 HT48                | 7 settembre 2004  | Spacewatch          |
| 664327 | 2008 HC53                | 6 aprile 2008     | Mount Lemmon Survey |
| 664328 | 2008 HN54                | 29 aprile 2008    | Spacewatch          |
| 664329 | 2008 HP59                | 1 aprile 2008     | Spacewatch          |
| 664330 | 2008 HW59                | 8 dicembre 2005   | Spacewatch          |
| 664331 | 2008 HV62                | 23 ottobre 2006   | Mount Lemmon Survey |
| 664332 | 2008 HP64                | 30 aprile 2008    | Spacewatch          |
| 664333 | 2008 HL71                | 30 ottobre 2005   | Spacewatch          |
| 664334 | 2008 HW71                | 8 aprile 2013     | Mount Lemmon Survey |
| 664335 | 2008 HZ71                | 28 aprile 2008    | Spacewatch          |
| 664336 | 2008 HM72                | 10 dicembre 2014  | Mount Lemmon Survey |
| 664337 | 2008 HY73                | 20 marzo 2013     | Mount Lemmon Survey |
| 664338 | 2008 HA74                | 12 ottobre 2015   | Pan-STARRS          |
| 664339 | 2008 HG74                | 3 novembre 2016   | Pan-STARRS          |
| 664340 | 2008 HA75                | 15 novembre 2011  | Mount Lemmon Survey |
| 664341 | 2008 HP75                | 15 febbraio 2013  | Pan-STARRS          |
| 664342 | 2008 HU75                | 12 novembre 2010  | Mount Lemmon Survey |
| 664343 | 2008 HG76                | 9 febbraio 2016   | Pan-STARRS          |
| 664344 | 2008 HE77                | 29 aprile 2008    | Mount Lemmon Survey |
| 664345 | 2008 HM77                | 28 aprile 2008    | Spacewatch          |
| 664346 | 2008 JQ19                | 27 marzo 2008     | Spacewatch          |
| 664347 | 2008 JA22                | 31 marzo 2008     | Mount Lemmon Survey |
| 664348 | 2008 JV27                | 8 maggio 2008     | Spacewatch          |
| 664349 | 2008 JG32                | 7 maggio 2008     | Spacewatch          |
| 664350 | 2008 JF34                | 5 maggio 2008     | CSS                 |
| 664351 | 2008 JA35                | 21 febbraio 2007  | Mount Lemmon Survey |
| 664352 | 2008 JQ37                | 3 maggio 2008     | SSS                 |
| 664353 | 2008 JJ38                | 1 novembre 2005   | Spacewatch          |
| 664354 | 2008 JL42                | 3 maggio 2008     | Spacewatch          |
| 664355 | 2008 JX42                | 3 maggio 2008     | Mount Lemmon Survey |
| 664356 | 2008 JW45                | 14 maggio 2008    | Mount Lemmon Survey |
| 664357 | 2008 JO46                | 1 gennaio 2014    | Spacewatch          |
| 664358 | 2008 JG47                | 5 maggio 2008     | Mount Lemmon Survey |
| 664359 | 2008 JN47                | 10 agosto 2016    | Pan-STARRS          |
| 664360 | 2008 JY47                | 1 settembre 2013  | CSS                 |
| 664361 | 2008 JT48                | 2 novembre 2010   | Mount Lemmon Survey |
| 664362 | 2008 JN50                | 3 maggio 2008     | Mount Lemmon Survey |
| 664363 | 2008 JB52                | 1 maggio 2008     | CSS                 |
| 664364 | 2008 JP52                | 7 maggio 2008     | Spacewatch          |
| 664365 | 2008 JY52                | 8 maggio 2008     | Spacewatch          |
| 664366 | 2008 KV                  | 15 aprile 2008    | Mount Lemmon Survey |
| 664367 | 2008 KD3                 | 5 agosto 2005     | NEAT                |
| 664368 | 2008 KR4                 | 27 maggio 2008    | Spacewatch          |
| 664369 | 2008 KJ5                 | 28 maggio 2008    | Spacewatch          |
| 664370 | 2008 KP11                | 25 maggio 2008    | K. Sárneczky        |
| 664371 | 2008 KW11                | 28 maggio 2008    | W. K. Y. Yeung      |
| 664372 | 2008 KC25                | 14 aprile 2008    | Mount Lemmon Survey |
| 664373 | 2008 KG33                | 29 maggio 2008    | Spacewatch          |
| 664374 | 2008 KB34                | 30 maggio 2008    | Mount Lemmon Survey |
| 664375 | 2008 KJ35                | 4 maggio 2008     | Spacewatch          |
| 664376 | 2008 KV37                | 27 aprile 2008    | Spacewatch          |
| 664377 | 2008 KF39                | 30 maggio 2008    | Spacewatch          |
| 664378 | 2008 KD42                | 31 maggio 2008    | Spacewatch          |
| 664379 | 2008 KZ43                | 8 ottobre 2015    | Mount Lemmon Survey |
| 664380 | 2008 KY44                | 14 gennaio 2012   | Mount Lemmon Survey |
| 664381 | 2008 KA45                | 17 ottobre 2010   | Mount Lemmon Survey |
| 664382 | 2008 KT45                | 10 aprile 2016    | Pan-STARRS          |
| 664383 | 2008 KK46                | 6 aprile 2013     | Mount Lemmon Survey |
| 664384 | 2008 KA47                | 23 settembre 2015 | Pan-STARRS          |
| 664385 | 2008 KT48                | 28 maggio 2008    | Mount Lemmon Survey |
| 664386 | 2008 LV3                 | 2 giugno 2008     | Mount Lemmon Survey |
| 664387 | 2008 LW3                 | 5 maggio 2008     | Spacewatch          |
| 664388 | 2008 LK4                 | 1 ottobre 2005    | Spacewatch          |
| 664389 | 2008 LY5                 | 3 aprile 2008     | Spacewatch          |
| 664390 | 2008 LV6                 | 3 giugno 2008     | Spacewatch          |
| 664391 | 2008 LW7                 | 4 giugno 2008     | Spacewatch          |
| 664392 | 2008 LQ11                | 27 maggio 2008    | Spacewatch          |
| 664393 | 2008 LJ13                | 27 gennaio 2007   | Mount Lemmon Survey |
| 664394 | 2008 LW15                | 8 aprile 2008     | Spacewatch          |
| 664395 | 2008 LN18                | 19 gennaio 2012   | Pan-STARRS          |
| 664396 | 2008 LO18                | 25 settembre 2009 | Mount Lemmon Survey |
| 664397 | 2008 LR18                | 31 marzo 2012     | Mount Lemmon Survey |
| 664398 | 2008 LS18                | 1 giugno 2008     | Spacewatch          |
| 664399 | 2008 LA19                | 4 novembre 2016   | Pan-STARRS          |
| 664400 | 2008 LD19                | 28 novembre 2016  | Pan-STARRS          |

## 664401–664500
| Nome   | Designazione provvisoria | Data di scoperta  | Scopritore                          |
| ------ | ------------------------ | ----------------- | ----------------------------------- |
| 664401 | 2008 LW19                | 12 marzo 2013     | Mount Lemmon Survey                 |
| 664402 | 2008 LZ19                | 16 luglio 2013    | Pan-STARRS                          |
| 664403 | 2008 LS20                | 28 luglio 2015    | Pan-STARRS                          |
| 664404 | 2008 LU20                | 3 febbraio 2012   | Pan-STARRS                          |
| 664405 | 2008 LV20                | 8 marzo 2013      | Pan-STARRS                          |
| 664406 | 2008 ML1                 | 29 giugno 2008    | J. W. Young                         |
| 664407 | 2008 MW1                 | 29 giugno 2008    | G. Hug                              |
| 664408 | 2008 MT4                 | 30 giugno 2008    | Spacewatch                          |
| 664409 | 2008 MW5                 | 13 agosto 2012    | Pan-STARRS                          |
| 664410 | 2008 NL1                 | 7 settembre 2004  | NEAT                                |
| 664411 | 2008 NM4                 | 30 luglio 2008    | Mount Lemmon Survey                 |
| 664412 | 2008 NJ5                 | 8 luglio 2008     | Mount Lemmon Survey                 |
| 664413 | 2008 OX                  | 26 luglio 2008    | Osservatorio astronomico di Maiorca |
| 664414 | 2008 OF7                 | 29 luglio 2008    | Mount Lemmon Survey                 |
| 664415 | 2008 OO7                 | 29 luglio 2008    | Mount Lemmon Survey                 |
| 664416 | 2008 OL12                | 27 luglio 2008    | Osservatorio astronomico di Maiorca |
| 664417 | 2008 OR12                | 29 luglio 2008    | Mount Lemmon Survey                 |
| 664418 | 2008 ON14                | 27 luglio 2008    | Osservatorio astronomico di Maiorca |
| 664419 | 2008 ON17                | 29 luglio 2008    | Mount Lemmon Survey                 |
| 664420 | 2008 OV19                | 29 luglio 2008    | Spacewatch                          |
| 664421 | 2008 OG22                | 30 luglio 2008    | Spacewatch                          |
| 664422 | 2008 OL24                | 30 luglio 2008    | Mount Lemmon Survey                 |
| 664423 | 2008 OP26                | 28 luglio 2008    | Mount Lemmon Survey                 |
| 664424 | 2008 OY26                | 30 luglio 2008    | Mount Lemmon Survey                 |
| 664425 | 2008 OX28                | 26 febbraio 2014  | Pan-STARRS                          |
| 664426 | 2008 OT29                | 31 maggio 2013    | Pan-STARRS                          |
| 664427 | 2008 OZ29                | 7 dicembre 2015   | Pan-STARRS                          |
| 664428 | 2008 OO30                | 30 luglio 2008    | Mount Lemmon Survey                 |
| 664429 | 2008 OX30                | 29 luglio 2008    | Spacewatch                          |
| 664430 | 2008 OS32                | 29 luglio 2008    | Mount Lemmon Survey                 |
| 664431 | 2008 PN                  | 1 agosto 2008     | F. Kugel                            |
| 664432 | 2008 PX                  | 1 agosto 2008     | N. Teamo                            |
| 664433 | 2008 PN1                 | 2 agosto 2008     | F. Kugel                            |
| 664434 | 2008 PM4                 | 5 agosto 2008     | N. Teamo, S. F. Hönig               |
| 664435 | 2008 PA6                 | 29 luglio 2008    | Mount Lemmon Survey                 |
| 664436 | 2008 PB7                 | 6 agosto 2008     | V. S. Casulli                       |
| 664437 | 2008 PZ8                 | 6 agosto 2008     | F. Kugel                            |
| 664438 | 2008 PC11                | 6 agosto 2008     | P. Kocher                           |
| 664439 | 2008 PK11                | 30 luglio 2008    | Mount Lemmon Survey                 |
| 664440 | 2008 PO17                | 29 luglio 2008    | Spacewatch                          |
| 664441 | 2008 PX22                | 24 gennaio 2015   | Mount Lemmon Survey                 |
| 664442 | 2008 PB23                | 22 ottobre 2017   | Mount Lemmon Survey                 |
| 664443 | 2008 PF24                | 6 agosto 2008     | SSS                                 |
| 664444 | 2008 QT2                 | 28 settembre 2003 | Spacewatch                          |
| 664445 | 2008 QC6                 | 25 agosto 2008    | F. Kugel                            |
| 664446 | 2008 QX6                 | 25 agosto 2008    | C. Demeautis, J.-M. Lopez           |
| 664447 | 2008 QZ9                 | 30 luglio 2008    | Spacewatch                          |
| 664448 | 2008 QY13                | 27 agosto 2008    | K. Sárneczky                        |
| 664449 | 2008 QC14                | 21 agosto 2008    | Spacewatch                          |
| 664450 | 2008 QD15                | 27 agosto 2008    | V. S. Casulli                       |
| 664451 | 2008 QG15                | 21 febbraio 2007  | Spacewatch                          |
| 664452 | 2008 QY15                | 21 agosto 2008    | Spacewatch                          |
| 664453 | 2008 QC17                | 21 agosto 2008    | Spacewatch                          |
| 664454 | 2008 QA18                | 28 agosto 2008    | Osservatorio astronomico di Maiorca |
| 664455 | 2008 QT18                | 13 aprile 2004    | Spacewatch                          |
| 664456 | 2008 QD22                | 26 agosto 2008    | LINEAR                              |
| 664457 | 2008 QO27                | 30 agosto 2008    | Osservatorio astronomico di Maiorca |
| 664458 | 2008 QD28                | 6 agosto 2008     | SSS                                 |
| 664459 | 2008 QM29                | 24 agosto 2008    | Osservatorio astronomico di Maiorca |
| 664460 | 2008 QW29                | 29 luglio 2008    | Spacewatch                          |
| 664461 | 2008 QG31                | 30 agosto 2008    | LINEAR                              |
| 664462 | 2008 QQ39                | 24 agosto 2008    | Spacewatch                          |
| 664463 | 2008 QE43                | 20 agosto 2008    | Spacewatch                          |
| 664464 | 2008 QS44                | 23 agosto 2008    | Spacewatch                          |
| 664465 | 2008 QD47                | 29 agosto 2008    | S. Matičič                          |
| 664466 | 2008 QC49                | 27 novembre 2013  | Pan-STARRS                          |
| 664467 | 2008 QC50                | 29 gennaio 2017   | Pan-STARRS                          |
| 664468 | 2008 RG                  | 1 settembre 2008  | N. Teamo, S. F. Hönig               |
| 664469 | 2008 RY8                 | 3 settembre 2008  | Spacewatch                          |
| 664470 | 2008 RY10                | 28 settembre 2003 | Spacewatch                          |
| 664471 | 2008 RF12                | 24 agosto 2008    | Spacewatch                          |
| 664472 | 2008 RT20                | 4 settembre 2008  | Spacewatch                          |
| 664473 | 2008 RY21                | 2 settembre 2008  | Osservatorio astronomico di Maiorca |
| 664474 | 2008 RS25                | 5 settembre 2008  | Needville Obs.                      |
| 664475 | 2008 RQ26                | 24 ottobre 2001   | NEAT                                |
| 664476 | 2008 RF29                | 2 settembre 2008  | Spacewatch                          |
| 664477 | 2008 RK35                | 2 settembre 2008  | Spacewatch                          |
| 664478 | 2008 RX39                | 2 settembre 2008  | Spacewatch                          |
| 664479 | 2008 RP44                | 23 agosto 2008    | Spacewatch                          |
| 664480 | 2008 RQ46                | 2 settembre 2008  | Spacewatch                          |
| 664481 | 2008 RJ48                | 6 settembre 2008  | CSS                                 |
| 664482 | 2008 RW49                | 3 settembre 2008  | Spacewatch                          |
| 664483 | 2008 RU53                | 3 settembre 2008  | Spacewatch                          |
| 664484 | 2008 RZ53                | 13 aprile 2004    | Spacewatch                          |
| 664485 | 2008 RX54                | 3 settembre 2008  | Spacewatch                          |
| 664486 | 2008 RT60                | 4 settembre 2008  | Spacewatch                          |
| 664487 | 2008 RG65                | 4 settembre 2008  | Spacewatch                          |
| 664488 | 2008 RC66                | 24 febbraio 2006  | Mount Lemmon Survey                 |
| 664489 | 2008 RZ66                | 4 settembre 2008  | Spacewatch                          |
| 664490 | 2008 RM73                | 6 settembre 2008  | CSS                                 |
| 664491 | 2008 RQ80                | 24 agosto 2008    | Spacewatch                          |
| 664492 | 2008 RY83                | 4 settembre 2008  | Spacewatch                          |
| 664493 | 2008 RJ84                | 4 settembre 2008  | Spacewatch                          |
| 664494 | 2008 RA90                | 5 settembre 2008  | Spacewatch                          |
| 664495 | 2008 RK91                | 6 settembre 2008  | Spacewatch                          |
| 664496 | 2008 RB108               | 9 settembre 2008  | Mount Lemmon Survey                 |
| 664497 | 2008 RP110               | 3 settembre 2008  | Spacewatch                          |
| 664498 | 2008 RC111               | 3 settembre 2008  | Spacewatch                          |
| 664499 | 2008 RY115               | 7 settembre 2008  | Mount Lemmon Survey                 |
| 664500 | 2008 RA126               | 11 marzo 2002     | NEAT                                |

## 664501–664600
| Nome   | Designazione provvisoria | Data di scoperta  | Scopritore                          |
| ------ | ------------------------ | ----------------- | ----------------------------------- |
| 664501 | 2008 RC134               | 6 settembre 2008  | CSS                                 |
| 664502 | 2008 RJ139               | 7 settembre 2008  | LINEAR                              |
| 664503 | 2008 RM143               | 4 settembre 2008  | LINEAR                              |
| 664504 | 2008 RB145               | 5 settembre 2008  | Spacewatch                          |
| 664505 | 2008 RU145               | 9 settembre 2008  | Spacewatch                          |
| 664506 | 2008 RN147               | 6 settembre 2008  | CSS                                 |
| 664507 | 2008 RS147               | 25 maggio 2006    | Osservatorio di Mauna Kea           |
| 664508 | 2008 RL148               | 10 ottobre 2004   | Spacewatch                          |
| 664509 | 2008 RO149               | 3 settembre 2008  | Spacewatch                          |
| 664510 | 2008 RV149               | 4 settembre 2008  | Spacewatch                          |
| 664511 | 2008 RK150               | 3 settembre 2008  | Spacewatch                          |
| 664512 | 2008 RT150               | 9 settembre 2008  | Spacewatch                          |
| 664513 | 2008 RJ151               | 9 settembre 2008  | Mount Lemmon Survey                 |
| 664514 | 2008 RL151               | 7 settembre 2008  | Mount Lemmon Survey                 |
| 664515 | 2008 RU151               | 6 settembre 2008  | Mount Lemmon Survey                 |
| 664516 | 2008 RB152               | 7 settembre 2008  | Mount Lemmon Survey                 |
| 664517 | 2008 RN152               | 6 settembre 2008  | Mount Lemmon Survey                 |
| 664518 | 2008 RH155               | 7 settembre 2008  | Mount Lemmon Survey                 |
| 664519 | 2008 RK156               | 7 settembre 2008  | Mount Lemmon Survey                 |
| 664520 | 2008 RF157               | 9 settembre 2008  | Mount Lemmon Survey                 |
| 664521 | 2008 RW160               | 5 settembre 2008  | Spacewatch                          |
| 664522 | 2008 RN161               | 25 agosto 2014    | Pan-STARRS                          |
| 664523 | 2008 RG162               | 7 settembre 2008  | Mount Lemmon Survey                 |
| 664524 | 2008 RB167               | 7 settembre 2008  | Mount Lemmon Survey                 |
| 664525 | 2008 RF169               | 5 settembre 2008  | Spacewatch                          |
| 664526 | 2008 RH169               | 7 settembre 2008  | Mount Lemmon Survey                 |
| 664527 | 2008 RO169               | 3 settembre 2008  | Spacewatch                          |
| 664528 | 2008 RD170               | 4 settembre 2008  | Spacewatch                          |
| 664529 | 2008 RR170               | 6 settembre 2008  | CSS                                 |
| 664530 | 2008 RE171               | 7 settembre 2008  | Mount Lemmon Survey                 |
| 664531 | 2008 RL179               | 3 settembre 2008  | Spacewatch                          |
| 664532 | 2008 SG                  | 19 settembre 2008 | J. Hobart                           |
| 664533 | 2008 SS1                 | 20 settembre 2008 | R. A. Tucker                        |
| 664534 | 2008 SD2                 | 22 settembre 2008 | N. Teamo                            |
| 664535 | 2008 SS4                 | 7 settembre 2008  | CSS                                 |
| 664536 | 2008 SD8                 | 23 settembre 2008 | K. Černis                           |
| 664537 | 2008 SJ9                 | 9 settembre 2008  | Mount Lemmon Survey                 |
| 664538 | 2008 SD11                | 21 settembre 2008 | J. Hobart                           |
| 664539 | 2008 SR18                | 30 luglio 2008    | Mount Lemmon Survey                 |
| 664540 | 2008 SC19                | 19 settembre 2008 | Spacewatch                          |
| 664541 | 2008 SB20                | 9 settembre 2008  | Mount Lemmon Survey                 |
| 664542 | 2008 ST20                | 9 settembre 2008  | Mount Lemmon Survey                 |
| 664543 | 2008 SN26                | 6 settembre 2008  | Mount Lemmon Survey                 |
| 664544 | 2008 SR27                | 19 settembre 2008 | Spacewatch                          |
| 664545 | 2008 SH37                | 20 settembre 2008 | Spacewatch                          |
| 664546 | 2008 SA38                | 6 settembre 2008  | Mount Lemmon Survey                 |
| 664547 | 2008 SQ40                | 20 settembre 2008 | Spacewatch                          |
| 664548 | 2008 SA44                | 20 settembre 2008 | Spacewatch                          |
| 664549 | 2008 SN44                | 20 settembre 2008 | Spacewatch                          |
| 664550 | 2008 SF45                | 20 settembre 2008 | Spacewatch                          |
| 664551 | 2008 ST47                | 3 settembre 2008  | Spacewatch                          |
| 664552 | 2008 SW49                | 20 settembre 2008 | Mount Lemmon Survey                 |
| 664553 | 2008 SM50                | 24 agosto 2008    | Spacewatch                          |
| 664554 | 2008 SL51                | 20 settembre 2008 | Spacewatch                          |
| 664555 | 2008 SB54                | 20 settembre 2008 | Mount Lemmon Survey                 |
| 664556 | 2008 SF54                | 20 settembre 2008 | Mount Lemmon Survey                 |
| 664557 | 2008 SK54                | 20 settembre 2008 | Mount Lemmon Survey                 |
| 664558 | 2008 SY55                | 20 settembre 2008 | Spacewatch                          |
| 664559 | 2008 SS57                | 20 settembre 2008 | Spacewatch                          |
| 664560 | 2008 SN58                | 20 settembre 2008 | Spacewatch                          |
| 664561 | 2008 SV61                | 21 settembre 2008 | Spacewatch                          |
| 664562 | 2008 ST62                | 21 settembre 2008 | Spacewatch                          |
| 664563 | 2008 SP64                | 13 agosto 2008    | Osservatorio astronomico di Maiorca |
| 664564 | 2008 SS68                | 4 agosto 2008     | SSS                                 |
| 664565 | 2008 SV70                | 3 settembre 1999  | Spacewatch                          |
| 664566 | 2008 SW70                | 22 settembre 2008 | Mount Lemmon Survey                 |
| 664567 | 2008 SE74                | 23 settembre 2008 | Spacewatch                          |
| 664568 | 2008 SZ75                | 24 agosto 2008    | Spacewatch                          |
| 664569 | 2008 SP76                | 23 settembre 2008 | Mount Lemmon Survey                 |
| 664570 | 2008 SQ76                | 23 settembre 2008 | Mount Lemmon Survey                 |
| 664571 | 2008 SZ78                | 2 settembre 2008  | Spacewatch                          |
| 664572 | 2008 SB79                | 24 agosto 2008    | Spacewatch                          |
| 664573 | 2008 SZ85                | 20 settembre 2008 | Spacewatch                          |
| 664574 | 2008 SB94                | 21 settembre 2008 | Spacewatch                          |
| 664575 | 2008 SW94                | 21 settembre 2008 | Spacewatch                          |
| 664576 | 2008 SF95                | 21 settembre 2008 | Spacewatch                          |
| 664577 | 2008 SJ95                | 21 settembre 2008 | Mount Lemmon Survey                 |
| 664578 | 2008 SH97                | 21 settembre 2008 | Spacewatch                          |
| 664579 | 2008 SF99                | 21 settembre 2008 | Spacewatch                          |
| 664580 | 2008 SS104               | 21 settembre 2008 | Spacewatch                          |
| 664581 | 2008 SE107               | 21 settembre 2008 | SSS                                 |
| 664582 | 2008 SK107               | 5 settembre 2008  | Spacewatch                          |
| 664583 | 2008 SZ107               | 22 settembre 2008 | Spacewatch                          |
| 664584 | 2008 SS109               | 30 gennaio 2006   | Spacewatch                          |
| 664585 | 2008 SF111               | 22 settembre 2008 | Spacewatch                          |
| 664586 | 2008 SY112               | 22 settembre 2008 | Spacewatch                          |
| 664587 | 2008 SB113               | 22 settembre 2008 | Spacewatch                          |
| 664588 | 2008 SD113               | 4 settembre 2008  | Spacewatch                          |
| 664589 | 2008 SZ118               | 22 settembre 2008 | Mount Lemmon Survey                 |
| 664590 | 2008 SL123               | 22 settembre 2008 | Mount Lemmon Survey                 |
| 664591 | 2008 SA124               | 6 settembre 2008  | Mount Lemmon Survey                 |
| 664592 | 2008 SH126               | 22 settembre 2008 | Mount Lemmon Survey                 |
| 664593 | 2008 SU126               | 22 settembre 2008 | Spacewatch                          |
| 664594 | 2008 SY130               | 6 settembre 2008  | Mount Lemmon Survey                 |
| 664595 | 2008 SM135               | 7 agosto 2008     | Spacewatch                          |
| 664596 | 2008 SO135               | 30 luglio 2008    | Mount Lemmon Survey                 |
| 664597 | 2008 SU137               | 23 settembre 2008 | Mount Lemmon Survey                 |
| 664598 | 2008 SM144               | 7 settembre 2008  | Mount Lemmon Survey                 |
| 664599 | 2008 SF147               | 3 settembre 2008  | Spacewatch                          |
| 664600 | 2008 SM149               | 26 settembre 2008 | Spacewatch                          |

## 664601–664700
| Nome   | Designazione provvisoria | Data di scoperta  | Scopritore          |
| ------ | ------------------------ | ----------------- | ------------------- |
| 664601 | 2008 SL151               | 5 settembre 2008  | Spacewatch          |
| 664602 | 2008 SB154               | 20 settembre 2008 | CSS                 |
| 664603 | 2008 SG158               | 23 agosto 2008    | Spacewatch          |
| 664604 | 2008 SR164               | 6 settembre 2008  | CSS                 |
| 664605 | 2008 SH165               | 24 agosto 2008    | Spacewatch          |
| 664606 | 2008 SN167               | 31 agosto 2008    | R. Holmes           |
| 664607 | 2008 SU169               | 6 settembre 2008  | Spacewatch          |
| 664608 | 2008 SX169               | 3 settembre 2008  | Spacewatch          |
| 664609 | 2008 SK178               | 23 settembre 2008 | Spacewatch          |
| 664610 | 2008 SM181               | 24 settembre 2008 | Spacewatch          |
| 664611 | 2008 SF186               | 19 aprile 2007    | Mount Lemmon Survey |
| 664612 | 2008 SK186               | 14 ottobre 2001   | Spacewatch          |
| 664613 | 2008 SD194               | 25 settembre 2008 | Spacewatch          |
| 664614 | 2008 SS194               | 25 settembre 2008 | Spacewatch          |
| 664615 | 2008 SO196               | 25 settembre 2008 | Spacewatch          |
| 664616 | 2008 SV199               | 20 aprile 2007    | Spacewatch          |
| 664617 | 2008 SN203               | 6 settembre 2008  | Mount Lemmon Survey |
| 664618 | 2008 SD206               | 26 settembre 2008 | Spacewatch          |
| 664619 | 2008 SG210               | 3 settembre 2008  | Spacewatch          |
| 664620 | 2008 ST214               | 23 agosto 2008    | Spacewatch          |
| 664621 | 2008 SF217               | 22 settembre 2008 | CSS                 |
| 664622 | 2008 SV217               | 30 settembre 2008 | Spacewatch          |
| 664623 | 2008 SZ218               | 24 agosto 2008    | Spacewatch          |
| 664624 | 2008 SS219               | 10 settembre 2008 | Spacewatch          |
| 664625 | 2008 SD222               | 25 settembre 2008 | Mount Lemmon Survey |
| 664626 | 2008 SU222               | 25 settembre 2008 | Mount Lemmon Survey |
| 664627 | 2008 SV230               | 30 novembre 2003  | Spacewatch          |
| 664628 | 2008 SF232               | 28 settembre 2008 | Mount Lemmon Survey |
| 664629 | 2008 SW233               | 28 settembre 2008 | Mount Lemmon Survey |
| 664630 | 2008 SF234               | 3 settembre 2008  | Spacewatch          |
| 664631 | 2008 SD237               | 24 agosto 2008    | Spacewatch          |
| 664632 | 2008 SP244               | 21 settembre 2008 | Spacewatch          |
| 664633 | 2008 SK245               | 29 settembre 2008 | CSS                 |
| 664634 | 2008 SN245               | 29 settembre 2008 | CSS                 |
| 664635 | 2008 SB255               | 23 settembre 2008 | Mount Lemmon Survey |
| 664636 | 2008 SZ255               | 20 settembre 2008 | Spacewatch          |
| 664637 | 2008 SG256               | 20 settembre 2008 | Spacewatch          |
| 664638 | 2008 SS259               | 23 settembre 2008 | Mount Lemmon Survey |
| 664639 | 2008 SC263               | 24 settembre 2008 | Spacewatch          |
| 664640 | 2008 SY263               | 24 settembre 2008 | Mount Lemmon Survey |
| 664641 | 2008 SH266               | 22 settembre 2008 | Mount Lemmon Survey |
| 664642 | 2008 SJ267               | 23 settembre 2008 | CSS                 |
| 664643 | 2008 SE275               | 22 settembre 2008 | Spacewatch          |
| 664644 | 2008 SV277               | 25 settembre 2008 | Mount Lemmon Survey |
| 664645 | 2008 SA280               | 24 settembre 2008 | Mount Lemmon Survey |
| 664646 | 2008 SM281               | 21 settembre 2008 | Spacewatch          |
| 664647 | 2008 SJ282               | 29 settembre 2008 | Mount Lemmon Survey |
| 664648 | 2008 SY286               | 23 settembre 2008 | CSS                 |
| 664649 | 2008 SR292               | 22 settembre 2008 | CSS                 |
| 664650 | 2008 SV297               | 19 settembre 2008 | Spacewatch          |
| 664651 | 2008 SY302               | 24 settembre 2008 | CSS                 |
| 664652 | 2008 SZ308               | 23 settembre 2008 | Mount Lemmon Survey |
| 664653 | 2008 SM310               | 29 settembre 2008 | Mount Lemmon Survey |
| 664654 | 2008 SY311               | 29 settembre 2008 | Spacewatch          |
| 664655 | 2008 SA315               | 23 settembre 2008 | Spacewatch          |
| 664656 | 2008 SC315               | 12 settembre 2001 | Spacewatch          |
| 664657 | 2008 SE315               | 29 settembre 2008 | Mount Lemmon Survey |
| 664658 | 2008 SG315               | 21 settembre 2008 | Spacewatch          |
| 664659 | 2008 SJ315               | 14 marzo 2011     | Mount Lemmon Survey |
| 664660 | 2008 SQ315               | 23 settembre 2008 | Spacewatch          |
| 664661 | 2008 SV315               | 25 settembre 2008 | Mount Lemmon Survey |
| 664662 | 2008 SH316               | 3 agosto 2015     | Pan-STARRS          |
| 664663 | 2008 ST316               | 14 ottobre 2013   | Mount Lemmon Survey |
| 664664 | 2008 SR317               | 6 settembre 2008  | Spacewatch          |
| 664665 | 2008 SM320               | 13 dicembre 2010  | Mount Lemmon Survey |
| 664666 | 2008 SF322               | 29 settembre 2008 | Mount Lemmon Survey |
| 664667 | 2008 SM324               | 23 settembre 2008 | Spacewatch          |
| 664668 | 2008 SQ324               | 27 marzo 2012     | Spacewatch          |
| 664669 | 2008 SD326               | 26 luglio 2017    | Pan-STARRS          |
| 664670 | 2008 SE327               | 31 agosto 2017    | Pan-STARRS          |
| 664671 | 2008 SN327               | 2 novembre 2013   | Mount Lemmon Survey |
| 664672 | 2008 SB328               | 15 agosto 2017    | Pan-STARRS          |
| 664673 | 2008 SE332               | 26 febbraio 2014  | Pan-STARRS          |
| 664674 | 2008 SD333               | 7 luglio 2013     | W. Bickel           |
| 664675 | 2008 SG334               | 29 settembre 2008 | Mount Lemmon Survey |
| 664676 | 2008 SR336               | 25 settembre 2008 | Spacewatch          |
| 664677 | 2008 SS338               | 23 settembre 2008 | Spacewatch          |
| 664678 | 2008 SN340               | 23 settembre 2008 | Spacewatch          |
| 664679 | 2008 SX340               | 23 settembre 2008 | Spacewatch          |
| 664680 | 2008 SD342               | 22 settembre 2008 | Mount Lemmon Survey |
| 664681 | 2008 SS342               | 29 settembre 2008 | Mount Lemmon Survey |
| 664682 | 2008 SJ345               | 25 settembre 2008 | Spacewatch          |
| 664683 | 2008 SG351               | 21 settembre 2008 | Spacewatch          |
| 664684 | 2008 SM351               | 23 settembre 2008 | Mount Lemmon Survey |
| 664685 | 2008 SA353               | 27 settembre 2008 | Mount Lemmon Survey |
| 664686 | 2008 SY353               | 29 settembre 2008 | Mount Lemmon Survey |
| 664687 | 2008 SC354               | 23 settembre 2008 | Spacewatch          |
| 664688 | 2008 SB357               | 25 settembre 2008 | Mount Lemmon Survey |
| 664689 | 2008 SH357               | 29 settembre 2008 | Mount Lemmon Survey |
| 664690 | 2008 TO                  | 1 ottobre 2008    | J. W. Young         |
| 664691 | 2008 TV4                 | 2 settembre 2008  | Spacewatch          |
| 664692 | 2008 TV5                 | 25 settembre 2008 | Spacewatch          |
| 664693 | 2008 TU6                 | 25 settembre 2008 | Mount Lemmon Survey |
| 664694 | 2008 TG9                 | 7 ottobre 2008    | P. Birtwhistle      |
| 664695 | 2008 TC22                | 1 ottobre 2008    | Mount Lemmon Survey |
| 664696 | 2008 TU23                | 2 settembre 2008  | Spacewatch          |
| 664697 | 2008 TE25                | 2 ottobre 2008    | Mount Lemmon Survey |
| 664698 | 2008 TL30                | 20 settembre 2008 | Spacewatch          |
| 664699 | 2008 TB33                | 20 settembre 2008 | Spacewatch          |
| 664700 | 2008 TW40                | 21 agosto 1999    | Spacewatch          |

## 664701–664800
| Nome   | Designazione provvisoria | Data di scoperta  | Scopritore          |
| ------ | ------------------------ | ----------------- | ------------------- |
| 664701 | 2008 TP41                | 25 ottobre 2003   | Spacewatch          |
| 664702 | 2008 TF42                | 1 ottobre 2008    | Mount Lemmon Survey |
| 664703 | 2008 TZ48                | 24 agosto 2008    | Spacewatch          |
| 664704 | 2008 TO50                | 24 settembre 2008 | Spacewatch          |
| 664705 | 2008 TX51                | 23 settembre 2008 | Mount Lemmon Survey |
| 664706 | 2008 TA55                | 24 settembre 2008 | Spacewatch          |
| 664707 | 2008 TA57                | 24 settembre 2008 | Spacewatch          |
| 664708 | 2008 TL60                | 10 marzo 2005     | Mount Lemmon Survey |
| 664709 | 2008 TB64                | 22 settembre 2008 | Mount Lemmon Survey |
| 664710 | 2008 TE68                | 2 ottobre 2008    | Spacewatch          |
| 664711 | 2008 TY69                | 23 settembre 2008 | Spacewatch          |
| 664712 | 2008 TB74                | 2 ottobre 2008    | Spacewatch          |
| 664713 | 2008 TV75                | 2 ottobre 2008    | Mount Lemmon Survey |
| 664714 | 2008 TZ76                | 2 settembre 2008  | Spacewatch          |
| 664715 | 2008 TB80                | 2 ottobre 2008    | Mount Lemmon Survey |
| 664716 | 2008 TX80                | 24 settembre 2008 | Spacewatch          |
| 664717 | 2008 TB81                | 24 settembre 2008 | Spacewatch          |
| 664718 | 2008 TY82                | 7 agosto 2008     | Spacewatch          |
| 664719 | 2008 TG88                | 29 settembre 2008 | Spacewatch          |
| 664720 | 2008 TD95                | 21 ottobre 2003   | NEAT                |
| 664721 | 2008 TC96                | 6 ottobre 2008    | Spacewatch          |
| 664722 | 2008 TK97                | 5 settembre 2008  | Spacewatch          |
| 664723 | 2008 TG98                | 5 settembre 2008  | Spacewatch          |
| 664724 | 2008 TH98                | 4 settembre 2008  | Spacewatch          |
| 664725 | 2008 TT99                | 6 ottobre 2008    | Spacewatch          |
| 664726 | 2008 TC102               | 14 marzo 2007     | Spacewatch          |
| 664727 | 2008 TY114               | 1 maggio 2003     | Spacewatch          |
| 664728 | 2008 TP116               | 1 ottobre 2008    | Mount Lemmon Survey |
| 664729 | 2008 TL123               | 23 settembre 2008 | Spacewatch          |
| 664730 | 2008 TF125               | 23 settembre 2008 | Spacewatch          |
| 664731 | 2008 TJ128               | 23 settembre 2008 | Spacewatch          |
| 664732 | 2008 TF133               | 8 ottobre 2008    | Mount Lemmon Survey |
| 664733 | 2008 TP134               | 23 settembre 2008 | Spacewatch          |
| 664734 | 2008 TS134               | 8 ottobre 2008    | Spacewatch          |
| 664735 | 2008 TF137               | 6 settembre 2008  | Mount Lemmon Survey |
| 664736 | 2008 TG137               | 8 ottobre 2008    | Spacewatch          |
| 664737 | 2008 TN138               | 23 settembre 2008 | Spacewatch          |
| 664738 | 2008 TE139               | 23 settembre 2008 | Spacewatch          |
| 664739 | 2008 TV142               | 3 settembre 2008  | Spacewatch          |
| 664740 | 2008 TY142               | 27 febbraio 2006  | Spacewatch          |
| 664741 | 2008 TK146               | 9 ottobre 2008    | Mount Lemmon Survey |
| 664742 | 2008 TM149               | 2 settembre 2008  | Spacewatch          |
| 664743 | 2008 TC153               | 9 ottobre 2008    | Mount Lemmon Survey |
| 664744 | 2008 TB154               | 9 ottobre 2008    | Mount Lemmon Survey |
| 664745 | 2008 TZ154               | 9 ottobre 2008    | Mount Lemmon Survey |
| 664746 | 2008 TX155               | 9 ottobre 2008    | Mount Lemmon Survey |
| 664747 | 2008 TK158               | 11 novembre 2004  | Kitt Peak Obs.      |
| 664748 | 2008 TR163               | 1 ottobre 2008    | Spacewatch          |
| 664749 | 2008 TH171               | 10 ottobre 2008   | Mount Lemmon Survey |
| 664750 | 2008 TD178               | 21 settembre 2008 | CSS                 |
| 664751 | 2008 TV179               | 1 ottobre 2008    | CSS                 |
| 664752 | 2008 TM180               | 2 ottobre 2008    | CSS                 |
| 664753 | 2008 TE182               | 1 ottobre 2008    | Mount Lemmon Survey |
| 664754 | 2008 TW185               | 7 ottobre 2008    | CSS                 |
| 664755 | 2008 TO190               | 25 agosto 2008    | SSS                 |
| 664756 | 2008 TM192               | 10 ottobre 2004   | Spacewatch          |
| 664757 | 2008 TZ193               | 7 ottobre 2008    | Mount Lemmon Survey |
| 664758 | 2008 TN194               | 9 ottobre 2008    | CSS                 |
| 664759 | 2008 TB196               | 20 gennaio 2015   | Pan-STARRS          |
| 664760 | 2008 TE196               | 14 novembre 2015  | Mount Lemmon Survey |
| 664761 | 2008 TG196               | 6 settembre 2008  | Spacewatch          |
| 664762 | 2008 TP196               | 13 dicembre 2013  | Mount Lemmon Survey |
| 664763 | 2008 TS197               | 8 ottobre 2008    | Mount Lemmon Survey |
| 664764 | 2008 TR198               | 27 dicembre 2013  | Mount Lemmon Survey |
| 664765 | 2008 TN199               | 10 ottobre 2008   | Mount Lemmon Survey |
| 664766 | 2008 TO199               | 10 ottobre 2008   | Mount Lemmon Survey |
| 664767 | 2008 TP199               | 18 febbraio 2015  | Pan-STARRS          |
| 664768 | 2008 TR199               | 6 ottobre 2008    | Spacewatch          |
| 664769 | 2008 TU199               | 6 agosto 2012     | Pan-STARRS          |
| 664770 | 2008 TX200               | 3 aprile 2016     | Pan-STARRS          |
| 664771 | 2008 TR201               | 28 giugno 2016    | Pan-STARRS          |
| 664772 | 2008 TU206               | 6 ottobre 2008    | Mount Lemmon Survey |
| 664773 | 2008 TR208               | 9 ottobre 2008    | Mount Lemmon Survey |
| 664774 | 2008 TQ209               | 9 ottobre 2008    | Mount Lemmon Survey |
| 664775 | 2008 TN210               | 6 ottobre 2008    | Mount Lemmon Survey |
| 664776 | 2008 TJ211               | 2 ottobre 2008    | Mount Lemmon Survey |
| 664777 | 2008 TB217               | 7 ottobre 2008    | Mount Lemmon Survey |
| 664778 | 2008 TS217               | 26 luglio 2008    | SSS                 |
| 664779 | 2008 TD219               | 6 ottobre 2008    | Mount Lemmon Survey |
| 664780 | 2008 TD220               | 25 settembre 1995 | Spacewatch          |
| 664781 | 2008 TF220               | 8 ottobre 2008    | Mount Lemmon Survey |
| 664782 | 2008 TH220               | 6 ottobre 2008    | Mount Lemmon Survey |
| 664783 | 2008 TN222               | 9 ottobre 2008    | Mount Lemmon Survey |
| 664784 | 2008 TY222               | 10 ottobre 2008   | Mount Lemmon Survey |
| 664785 | 2008 TH227               | 10 ottobre 2008   | Mount Lemmon Survey |
| 664786 | 2008 TO227               | 1 ottobre 2008    | Mount Lemmon Survey |
| 664787 | 2008 TQ227               | 6 ottobre 2008    | Spacewatch          |
| 664788 | 2008 TC229               | 8 ottobre 2008    | Spacewatch          |
| 664789 | 2008 TO230               | 1 ottobre 2008    | Mount Lemmon Survey |
| 664790 | 2008 UR5                 | 23 settembre 2008 | Spacewatch          |
| 664791 | 2008 US12                | 17 ottobre 2008   | Spacewatch          |
| 664792 | 2008 UW12                | 17 ottobre 2008   | Spacewatch          |
| 664793 | 2008 UM16                | 24 settembre 2008 | Spacewatch          |
| 664794 | 2008 UT21                | 26 maggio 2007    | Mount Lemmon Survey |
| 664795 | 2008 UC24                | 24 aprile 2001    | Spacewatch          |
| 664796 | 2008 UK24                | 20 ottobre 2008   | Spacewatch          |
| 664797 | 2008 UD27                | 6 settembre 2008  | Mount Lemmon Survey |
| 664798 | 2008 UO27                | 20 ottobre 2008   | Spacewatch          |
| 664799 | 2008 UZ31                | 20 ottobre 2008   | Spacewatch          |
| 664800 | 2008 UY32                | 22 settembre 2008 | Mount Lemmon Survey |

## 664801–664900
| Nome   | Designazione provvisoria | Data di scoperta  | Scopritore          |
| ------ | ------------------------ | ----------------- | ------------------- |
| 664801 | 2008 UU35                | 24 settembre 2008 | Spacewatch          |
| 664802 | 2008 UJ38                | 20 ottobre 2008   | Spacewatch          |
| 664803 | 2008 UX38                | 7 settembre 2008  | Mount Lemmon Survey |
| 664804 | 2008 UD47                | 20 ottobre 2008   | Spacewatch          |
| 664805 | 2008 UF48                | 22 settembre 2008 | Spacewatch          |
| 664806 | 2008 UA57                | 29 settembre 2008 | Spacewatch          |
| 664807 | 2008 UD57                | 21 ottobre 2008   | Spacewatch          |
| 664808 | 2008 UN57                | 7 settembre 2008  | Mount Lemmon Survey |
| 664809 | 2008 UX59                | 28 settembre 2008 | Mount Lemmon Survey |
| 664810 | 2008 UF65                | 21 ottobre 2008   | Spacewatch          |
| 664811 | 2008 UH67                | 21 ottobre 2008   | Spacewatch          |
| 664812 | 2008 UW67                | 7 ottobre 2008    | Mount Lemmon Survey |
| 664813 | 2008 US77                | 21 ottobre 2008   | Spacewatch          |
| 664814 | 2008 UV77                | 21 ottobre 2008   | Mount Lemmon Survey |
| 664815 | 2008 UE81                | 8 ottobre 2008    | Spacewatch          |
| 664816 | 2008 UJ81                | 22 settembre 2008 | Spacewatch          |
| 664817 | 2008 US95                | 29 ottobre 2008   | G. Hug              |
| 664818 | 2008 UJ97                | 25 ottobre 2008   | LINEAR              |
| 664819 | 2008 UX97                | 22 ottobre 2008   | LUSS                |
| 664820 | 2008 UL99                | 10 ottobre 2008   | Mount Lemmon Survey |
| 664821 | 2008 UK103               | 20 ottobre 2008   | Spacewatch          |
| 664822 | 2008 UM107               | 2 marzo 1995      | Spacewatch          |
| 664823 | 2008 UC110               | 22 ottobre 2008   | Spacewatch          |
| 664824 | 2008 UD115               | 22 ottobre 2008   | Spacewatch          |
| 664825 | 2008 UQ115               | 22 ottobre 2008   | Spacewatch          |
| 664826 | 2008 UX115               | 22 ottobre 2008   | Spacewatch          |
| 664827 | 2008 UG123               | 22 ottobre 2008   | Spacewatch          |
| 664828 | 2008 UR124               | 22 ottobre 2008   | Spacewatch          |
| 664829 | 2008 US138               | 14 marzo 2007     | Spacewatch          |
| 664830 | 2008 UV138               | 22 settembre 2008 | Spacewatch          |
| 664831 | 2008 US150               | 23 ottobre 2008   | Mount Lemmon Survey |
| 664832 | 2008 UH160               | 23 ottobre 2008   | Spacewatch          |
| 664833 | 2008 UM170               | 9 ottobre 2008    | Spacewatch          |
| 664834 | 2008 US170               | 22 settembre 2008 | Spacewatch          |
| 664835 | 2008 UN172               | 19 ottobre 2003   | Spacewatch          |
| 664836 | 2008 UR172               | 7 aprile 2006     | Spacewatch          |
| 664837 | 2008 UZ176               | 24 ottobre 2008   | Mount Lemmon Survey |
| 664838 | 2008 UY178               | 24 ottobre 2008   | CSS                 |
| 664839 | 2008 UP179               | 24 ottobre 2008   | Spacewatch          |
| 664840 | 2008 US180               | 9 settembre 2008  | Mount Lemmon Survey |
| 664841 | 2008 UA181               | 9 settembre 2008  | Mount Lemmon Survey |
| 664842 | 2008 UP183               | 28 ottobre 1997   | Spacewatch          |
| 664843 | 2008 UG190               | 29 settembre 2008 | CSS                 |
| 664844 | 2008 UU192               | 25 ottobre 2008   | Mount Lemmon Survey |
| 664845 | 2008 UF195               | 20 maggio 2006    | Spacewatch          |
| 664846 | 2008 UH200               | 20 settembre 2008 | Spacewatch          |
| 664847 | 2008 UK200               | 21 ottobre 2008   | Spacewatch          |
| 664848 | 2008 UA205               | 25 agosto 2008    | SSS                 |
| 664849 | 2008 UR208               | 6 ottobre 2008    | Spacewatch          |
| 664850 | 2008 UK212               | 24 ottobre 2008   | Spacewatch          |
| 664851 | 2008 UZ214               | 24 settembre 2008 | Spacewatch          |
| 664852 | 2008 UU216               | 7 ottobre 2008    | Spacewatch          |
| 664853 | 2008 UP217               | 9 ottobre 2008    | Spacewatch          |
| 664854 | 2008 UG218               | 25 ottobre 2008   | Spacewatch          |
| 664855 | 2008 UC222               | 10 settembre 2007 | Mount Lemmon Survey |
| 664856 | 2008 UO222               | 25 ottobre 2008   | Spacewatch          |
| 664857 | 2008 UE225               | 9 settembre 2008  | Mount Lemmon Survey |
| 664858 | 2008 UG227               | 25 ottobre 2008   | Spacewatch          |
| 664859 | 2008 UF228               | 25 ottobre 2008   | Spacewatch          |
| 664860 | 2008 UM231               | 26 ottobre 2008   | Spacewatch          |
| 664861 | 2008 UN233               | 22 ottobre 2008   | Spacewatch          |
| 664862 | 2008 US233               | 23 settembre 2008 | Spacewatch          |
| 664863 | 2008 UW233               | 26 ottobre 2008   | Mount Lemmon Survey |
| 664864 | 2008 UX239               | 26 ottobre 2008   | Spacewatch          |
| 664865 | 2008 UK246               | 29 aprile 2006    | Spacewatch          |
| 664866 | 2008 UM246               | 26 ottobre 2008   | Mount Lemmon Survey |
| 664867 | 2008 UW246               | 26 ottobre 2008   | Mount Lemmon Survey |
| 664868 | 2008 UA247               | 20 ottobre 2008   | Mount Lemmon Survey |
| 664869 | 2008 UG254               | 24 aprile 2000    | Spacewatch          |
| 664870 | 2008 UC258               | 22 settembre 2008 | Mount Lemmon Survey |
| 664871 | 2008 UD266               | 28 ottobre 2008   | Spacewatch          |
| 664872 | 2008 UO271               | 28 ottobre 2008   | Spacewatch          |
| 664873 | 2008 US271               | 20 ottobre 2008   | Spacewatch          |
| 664874 | 2008 UY271               | 28 ottobre 2008   | Spacewatch          |
| 664875 | 2008 UD275               | 28 ottobre 2008   | Spacewatch          |
| 664876 | 2008 UR281               | 3 ottobre 2008    | Mount Lemmon Survey |
| 664877 | 2008 UG285               | 29 settembre 2008 | Mount Lemmon Survey |
| 664878 | 2008 UH285               | 28 ottobre 2008   | Spacewatch          |
| 664879 | 2008 UH286               | 26 settembre 2003 | SDSS Collaboration  |
| 664880 | 2008 UF290               | 29 settembre 2008 | Mount Lemmon Survey |
| 664881 | 2008 UE291               | 29 ottobre 2008   | Spacewatch          |
| 664882 | 2008 UP291               | 29 ottobre 2008   | Spacewatch          |
| 664883 | 2008 UD293               | 23 gennaio 2006   | Spacewatch          |
| 664884 | 2008 UV298               | 29 ottobre 2008   | Spacewatch          |
| 664885 | 2008 UJ306               | 30 ottobre 2008   | Spacewatch          |
| 664886 | 2008 UU306               | 30 ottobre 2008   | Spacewatch          |
| 664887 | 2008 UH308               | 22 ottobre 2008   | Spacewatch          |
| 664888 | 2008 UT310               | 30 ottobre 2008   | CSS                 |
| 664889 | 2008 UR318               | 4 luglio 2016     | Pan-STARRS          |
| 664890 | 2008 UF323               | 31 ottobre 2008   | Spacewatch          |
| 664891 | 2008 UU324               | 28 settembre 2008 | Mount Lemmon Survey |
| 664892 | 2008 UP327               | 10 ottobre 2008   | Mount Lemmon Survey |
| 664893 | 2008 UT327               | 10 ottobre 2008   | Mount Lemmon Survey |
| 664894 | 2008 UD333               | 19 ottobre 2008   | Spacewatch          |
| 664895 | 2008 UE339               | 22 ottobre 2008   | Spacewatch          |
| 664896 | 2008 UJ342               | 28 ottobre 2008   | Spacewatch          |
| 664897 | 2008 UK343               | 24 ottobre 2008   | CSS                 |
| 664898 | 2008 UR351               | 24 ottobre 2008   | CSS                 |
| 664899 | 2008 UX354               | 29 ottobre 2008   | Spacewatch          |
| 664900 | 2008 UK356               | 23 ottobre 2008   | Spacewatch          |

## 664901–665000
| Nome   | Designazione provvisoria | Data di scoperta  | Scopritore          |
| ------ | ------------------------ | ----------------- | ------------------- |
| 664901 | 2008 UA357               | 23 ottobre 2008   | Spacewatch          |
| 664902 | 2008 UR363               | 26 ottobre 2008   | CSS                 |
| 664903 | 2008 UV366               | 21 settembre 2008 | Spacewatch          |
| 664904 | 2008 UW367               | 28 ottobre 2008   | LINEAR              |
| 664905 | 2008 UH372               | 25 febbraio 2007  | Mount Lemmon Survey |
| 664906 | 2008 UK373               | 6 ottobre 2008    | Mount Lemmon Survey |
| 664907 | 2008 UB376               | 15 settembre 2012 | CSS                 |
| 664908 | 2008 UC376               | 24 ottobre 2008   | Spacewatch          |
| 664909 | 2008 UH376               | 2 gennaio 2011    | Mount Lemmon Survey |
| 664910 | 2008 UN376               | 21 novembre 2009  | Mount Lemmon Survey |
| 664911 | 2008 UV376               | 20 ottobre 2008   | Spacewatch          |
| 664912 | 2008 UA377               | 5 aprile 2011     | Spacewatch          |
| 664913 | 2008 UH377               | 12 agosto 2012    | L. Elenin           |
| 664914 | 2008 UJ377               | 30 ottobre 2008   | CSS                 |
| 664915 | 2008 UL377               | 31 agosto 2017    | Pan-STARRS          |
| 664916 | 2008 UB378               | 25 ottobre 2008   | Mount Lemmon Survey |
| 664917 | 2008 UJ378               | 17 febbraio 2010  | Mount Lemmon Survey |
| 664918 | 2008 UX378               | 20 ottobre 2008   | Spacewatch          |
| 664919 | 2008 UB379               | 24 ottobre 2008   | Mount Lemmon Survey |
| 664920 | 2008 UV379               | 14 settembre 2017 | Pan-STARRS          |
| 664921 | 2008 UA380               | 25 ottobre 2008   | Mount Lemmon Survey |
| 664922 | 2008 UD380               | 14 agosto 2007    | SSS                 |
| 664923 | 2008 UP380               | 20 ottobre 2008   | Mount Lemmon Survey |
| 664924 | 2008 UX381               | 12 dicembre 1999  | Spacewatch          |
| 664925 | 2008 UL382               | 29 dicembre 2014  | Pan-STARRS          |
| 664926 | 2008 UM382               | 22 ottobre 2008   | Spacewatch          |
| 664927 | 2008 UY382               | 14 agosto 2012    | Pan-STARRS          |
| 664928 | 2008 UC384               | 27 ottobre 2008   | Spacewatch          |
| 664929 | 2008 UD384               | 27 ottobre 2008   | Spacewatch          |
| 664930 | 2008 US384               | 28 aprile 2011    | Mount Lemmon Survey |
| 664931 | 2008 UY385               | 28 ottobre 2008   | Mount Lemmon Survey |
| 664932 | 2008 UM387               | 26 febbraio 2011  | Mount Lemmon Survey |
| 664933 | 2008 UP387               | 26 dicembre 2017  | Pan-STARRS          |
| 664934 | 2008 UE388               | 29 aprile 2014    | Pan-STARRS          |
| 664935 | 2008 UF388               | 6 maggio 2014     | Pan-STARRS          |
| 664936 | 2008 UJ388               | 30 settembre 2017 | Pan-STARRS          |
| 664937 | 2008 UQ389               | 25 giugno 2011    | Mount Lemmon Survey |
| 664938 | 2008 UA390               | 24 agosto 2017    | Pan-STARRS          |
| 664939 | 2008 UL390               | 31 ottobre 2008   | Mount Lemmon Survey |
| 664940 | 2008 UE391               | 19 settembre 2008 | Spacewatch          |
| 664941 | 2008 UC392               | 28 novembre 2013  | Pan-STARRS          |
| 664942 | 2008 UU392               | 24 settembre 2008 | CSS                 |
| 664943 | 2008 UG393               | 20 ottobre 2008   | Spacewatch          |
| 664944 | 2008 UP393               | 25 aprile 2015    | Pan-STARRS          |
| 664945 | 2008 UZ395               | 20 ottobre 2008   | Mount Lemmon Survey |
| 664946 | 2008 UT397               | 13 settembre 2012 | Mount Lemmon Survey |
| 664947 | 2008 US399               | 28 settembre 2008 | Mount Lemmon Survey |
| 664948 | 2008 UX401               | 26 ottobre 2013   | Mount Lemmon Survey |
| 664949 | 2008 UM404               | 28 ottobre 2008   | Spacewatch          |
| 664950 | 2008 UA410               | 21 ottobre 2008   | Mount Lemmon Survey |
| 664951 | 2008 UA411               | 21 ottobre 2008   | Mount Lemmon Survey |
| 664952 | 2008 UZ411               | 25 ottobre 2008   | CSS                 |
| 664953 | 2008 UW413               | 30 ottobre 2008   | Spacewatch          |
| 664954 | 2008 UD414               | 29 ottobre 2008   | Spacewatch          |
| 664955 | 2008 UO414               | 28 ottobre 2008   | Spacewatch          |
| 664956 | 2008 VK5                 | 21 ottobre 2008   | Mount Lemmon Survey |
| 664957 | 2008 VC6                 | 22 agosto 2003    | NEAT                |
| 664958 | 2008 VT8                 | 2 novembre 2008   | Mount Lemmon Survey |
| 664959 | 2008 VG13                | 7 novembre 2008   | LINEAR              |
| 664960 | 2008 VG20                | 1 novembre 2008   | Mount Lemmon Survey |
| 664961 | 2008 VR30                | 29 ottobre 2008   | Spacewatch          |
| 664962 | 2008 VF32                | 2 novembre 2008   | Mount Lemmon Survey |
| 664963 | 2008 VG33                | 6 ottobre 2008    | Mount Lemmon Survey |
| 664964 | 2008 VY36                | 6 ottobre 2008    | Mount Lemmon Survey |
| 664965 | 2008 VZ41                | 7 ottobre 2008    | Mount Lemmon Survey |
| 664966 | 2008 VZ46                | 22 settembre 2008 | Mount Lemmon Survey |
| 664967 | 2008 VA49                | 26 ottobre 2008   | Spacewatch          |
| 664968 | 2008 VT51                | 6 novembre 2008   | Spacewatch          |
| 664969 | 2008 VB61                | 12 agosto 2007    | Spacewatch          |
| 664970 | 2008 VW61                | 22 settembre 2008 | Mount Lemmon Survey |
| 664971 | 2008 VW62                | 31 ottobre 2008   | Spacewatch          |
| 664972 | 2008 VR63                | 8 novembre 2008   | Mount Lemmon Survey |
| 664973 | 2008 VY66                | 6 novembre 2008   | Mount Lemmon Survey |
| 664974 | 2008 VG74                | 7 novembre 2008   | Mount Lemmon Survey |
| 664975 | 2008 VF82                | 26 maggio 2011    | Mount Lemmon Survey |
| 664976 | 2008 VZ82                | 1 novembre 2008   | Mount Lemmon Survey |
| 664977 | 2008 VC83                | 3 novembre 2008   | Mount Lemmon Survey |
| 664978 | 2008 VH83                | 2 novembre 2008   | Mount Lemmon Survey |
| 664979 | 2008 VL83                | 6 novembre 2008   | Mount Lemmon Survey |
| 664980 | 2008 VA84                | 1 novembre 2008   | Mount Lemmon Survey |
| 664981 | 2008 VE84                | 7 agosto 2011     | L. Elenin           |
| 664982 | 2008 VZ84                | 21 settembre 2012 | Mount Lemmon Survey |
| 664983 | 2008 VB85                | 9 dicembre 2015   | Pan-STARRS          |
| 664984 | 2008 VV86                | 6 novembre 2008   | Spacewatch          |
| 664985 | 2008 VQ87                | 10 ottobre 2012   | Pan-STARRS          |
| 664986 | 2008 VM89                | 2 novembre 2008   | Mount Lemmon Survey |
| 664987 | 2008 VT91                | 2 settembre 2017  | Pan-STARRS          |
| 664988 | 2008 VS92                | 6 novembre 2008   | Spacewatch          |
| 664989 | 2008 VU94                | 8 novembre 2008   | Spacewatch          |
| 664990 | 2008 VD95                | 28 ottobre 2017   | Mount Lemmon Survey |
| 664991 | 2008 VZ95                | 7 novembre 2008   | Mount Lemmon Survey |
| 664992 | 2008 VY97                | 7 novembre 2008   | Spacewatch          |
| 664993 | 2008 VN98                | 4 febbraio 2005   | Spacewatch          |
| 664994 | 2008 VT98                | 3 novembre 2008   | Spacewatch          |
| 664995 | 2008 VH99                | 9 novembre 2008   | Spacewatch          |
| 664996 | 2008 VN105               | 2 novembre 2008   | Mount Lemmon Survey |
| 664997 | 2008 VD109               | 6 novembre 2008   | Spacewatch          |
| 664998 | 2008 WG                  | 12 ottobre 2001   | AMOS                |
| 664999 | 2008 WW3                 | 17 novembre 2008  | Spacewatch          |
| 665000 | 2008 WX3                 | 17 novembre 2008  | Spacewatch          |